# Eager to Please
Eager to Please è il secondo album di Ken Hensley, pubblicato quando ancora era un membro della band Uriah Heep.

## Tracce
1. Eager to Please – 6:02
2. Stargazer (Hensley) – 5:49
3. Through the Eyes of Child (Hensley) – 5:26
4. Part Three (Hensley) – 5:03
5. Fortune (Hensley) – 3:57
6. The House on the Hill (Hensley) – 4:54
7. Winter of Child (Hensley) – 5:57
8. Take and Take (Bolder) – 5:45
9. Longer Shadows (Hensley) – 3:57
10. How Shall I Now (Hensley) – 3:27

## Formazione
- Ken Hensley - voce, tastiera, chitarra,  percussioni
- Mark Clarke - basso
- Bugs Pemberton - Batteria